# Авиадесантная самоходно-артиллерийская установка
Авиадесантная самоходная артиллерийская установка (авиадесантная САУ) — разновидность авиадесантной бронетехники: авиатранспортабельное и десантируемое парашютным способом (реже — доставляемое транспортным самолётом после захвата аэродрома или посадочной площадки противника) самоходное артиллерийское орудие (как правило, класса противотанковых САУ), предназначенное для нужд воздушно-десантных войск. Основная область применения авиадесантных САУ — уничтожение вражеских бронетехники и небронированных машин и подавление огневых средств противника.
Основными требованиями, которым подчинена конструкция любой авиадесантной САУ, являются необходимость максимального уменьшения массы и приспособленности для успешного прохождения всех этапов десантирования. Характерными особенностями современных авиадесантных САУ являются компактный и лёгкий алюминиевый броневой корпус, обладающий положительной плавучестью, гидропневматическая подвеска с изменяемым клиренсом. Орудие машин данного класса, как правило, расположено в неподвижной рубке либо в корпусе; такое компоновочное решение позволяет уменьшить массо-габаритные характеристики установки, однако существенно снижает возможности маневра огнём на поле боя, вследствие чего в последние годы наметилась тенденция создания авиадесантных САУ башенной компоновки. Масса авиадесантных САУ может существенно варьироваться в зависимости от конкретных моделей и, как правило, находится в пределах от 3 до 20 т.